# لورين لابكس
لورين لابكس (بالإنجليزية: Lauren Lapkus) مواليد (6 سبتمبر، 1985) ممثلة وكوميدية أمريكية، اشتهرت بإدائها شخصية دي دي في برنامج هل أنتِ هنا، تشيلسي؟ على قناة «NBC» وشخصية سوزان فيشر في مسلسل البرتقالي هو الأسود الجديد على نتفليكس. كما ظهرت في عدة أعمال تلفزيونية أخرى مثل: جيمي كيميل لايف!، الوسط، هات إن كليفلاند وفي منتصف الليل.

## نشأتها
ولدت لابكس في إيفانستون، الينوي، من اصول ليتوانية ويونانية. إرتادت جامعة دي بول وتخرجت في 2008. بعد تخرجها انتقلت لابكس إلى نيويورك وشاركت في عروض فيلق المواطنين المستقيمين. بعد 15 شهراً  على بقائها في نيويورك إنتقلت لابكس إلى لوس أنجلوس في 2010.

## أبرز أعمالها

### أعمال سينمائية
- 2014: مزيج
- 2015: عالم جوراسي

### أعمال تلفزيونية
- 2010: جيمي كيميل لايف!
- 14-2013: البرتقالي هو الأسود الجديد
- 16-2015: فترة آخرى
- 2016: نتفليكس يقدم: الشخصيات

## وصلات خارجية
- الموقع الرسمي
- لورين لابكس على موقع IMDb (الإنجليزية)
- لورين لابكس على موقع ألو سيني (الفرنسية)
- لورين لابكس على موقع ميوزك برينز (الإنجليزية)
- لورين لابكس على موقع أول موفي (الإنجليزية)
- لورين لابكس على موقع ديسكوغز (الإنجليزية)
- لورين لابكس على موقع قاعدة بيانات الفيلم (الإنجليزية)
- لورين لابكس على موقع كينوبويسك (الروسية)